# 春原早希
早希（さき）は、東京都出身の元子役、女優、シンガーソングライターである。
アコースティックセッションユニットぷらそにか元メンバー、ボーカルグループLove Harmony's, Inc.のメンバーである。高校時代はバンドを組んでおり、文化祭のPVではINIの髙塚大夢と共にボーカルを務めた。特技は、ダンス、歌、一輪車、コマ回し。

## 略歴
- 2006年、花やしき少女歌劇団の2期生オーディションに合格し、以後2010年3月まで在籍した[1]。
- 2007年、第58回NHK紅白歌合戦「おしりかじり虫」ダンサーを務める。
- 2008年、「葉っぱのフレディ〜いのちの旅〜」の主役に選出され、北海道洞爺湖サミット連動プロジェクトとして行われた北海道恵庭市の公演に参加。
- 2010年、「葉っぱのフレディ」で再度主役に選出され、ニューヨーク オフ・ブロードウェイにおける公演に参加。2度目の主役に選出されたことについて、同年日本公演のパンフレットによると、「安定した実力と、身長が伸びていないことも評価?され」と記載されている。
- 2013年、2011年に行われた演劇祭に続き「冒険者たち〜この海の彼方へ〜」で再度主役のガンバ役に選ばれた。その際、このミュージカルの演出家には「普段は控えめなんですが、内に秘めた情熱が凄く、繊細で嘘の無い演技が出来る子で、しっかりと演技をまとめられる」と評価されている。

## 出演

### 舞台・ミュージカル
- ミュージカル『アニー』（2007年）ケイト 役
- 『葉っぱのフレディ〜いのちの旅〜』（2008年） 主演・夏組フレディ 役
- 『葉っぱのフレディ〜いのちの旅〜』（2010年） 主演・春組フレディ 役
- 演劇祭『冒険者たち〜この海彼方へ〜』（2011年）主演・ガンバ 役
- 音楽劇 『二十四の瞳』（2012年）香川マスノ（5年生） 役
- 音楽朗読劇『モリー先生との火曜日』（2012年）モリー先生のメッセージを未来を担う子どもたちに語り継ぐ 役（Wキャスト）
- 舞台『王様と私』（2012年）チェラロンコン王子 役（2013年）ルイス 役
- ミュージカル『冒険者たち〜この海の彼方へ〜』（2013年）主演・海組ガンバ 役

## TV
- 第58回NHK紅白歌合戦「おしりかじり虫」（2007年）ダンサー
- スッキリ!! 特別版：ミュージカルアニー涙と奇跡の物語・少女たちの150日間完全密着（2010年、日本テレビ）
- 今夜、誕生!音楽チャンプ（2018年）
- ハモネプ（2020年）
- the wakey show（2024年11月4日 - 11月7日、2025年3月31日 - 、Eテレ）マリーゴール 役

## アルバム

### ミニアルバム
| #  | タイトル       | 作詞 | 作曲・編曲 |
| -- | -------------- | ---- | ---------- |
| 1. | 「春」         |      |            |
| 2. | 「アイス」     |      |            |
| 3. | 「そばにいて」 |      |            |
| 4. | 「Christmas」  |      |            |
| 5. | 「消しゴム」   |      |            |

| #  | タイトル          | 作詞 | 作曲・編曲 |
| -- | ----------------- | ---- | ---------- |
| 1. | 「願い」          |      |            |
| 2. | 「笑顔の裏側」    |      |            |
| 3. | 「空蝉」          |      |            |
| 4. | 「夢の続き」      |      |            |
| 5. | 「start in life」 |      |            |

| #  | タイトル                           | 作詞 | 作曲・編曲 |
| -- | ---------------------------------- | ---- | ---------- |
| 1. | 「Start in life (studio session)」 |      |            |
| 2. | 「空蝉 (studio session)」          |      |            |
| 3. | 「目映いほどに (studio session)」  |      |            |
| 4. | 「Magical Snow (studio session)」  |      |            |
| 5. | 「飢え (studio session)」          |      |            |

| #  | タイトル                          | 作詞 | 作曲・編曲 |
| -- | --------------------------------- | ---- | ---------- |
| 1. | 「藍 (Live in Living)」           |      |            |
| 2. | 「雨を待ってた (Live in Living)」 |      |            |
| 3. | 「飢え (Live in Living)」         |      |            |
| 4. | 「あの日から(Live in Living)」    |      |            |
| 5. | 「劇作家 (Live in Living)」       |      |            |
| 6. | 「消しゴム(Live in Living)」      |      |            |

## シングル
配信限定シングル
|     | 曲名                       | 配信日         |
| --- | -------------------------- | -------------- |
| 1st | クリスマスが好きだったのに | 2022年11月26日 |
| 2nd | 変わっていく               | 2023年7月15日  |
| 3rd | Late show/軌跡             | 2023年11月16日 |
| 4th | 私のレシピ                 | 2023年８月28日 |